# Вооружённые силы Австро-Венгрии
Вооружённые силы Австро-Венгрии (нем. Streitkräfte von Österreich-Ungarn) — наименование, в 1867—1918 годах, общегосударственной военной организации Австро-Венгерской монархии для обороны и защиты территориальной целостности государства вооружённым путём.

## Командование Вооружённых силАвстро-Венгерской империи
Верховным Главнокомандующим Вооружёнными силами являлся Император Австро-Венгрии, заместителем которого являлся командующий Вооружёнными силами, который осуществлял командование во время процедуры престолонаследия или в случае болезни Верховного Главнокомандующего.
| №                                                                           | Должность                                                          | Титул Чин                | Имя                           | Портрет | В должности |
| --------------------------------------------------------------------------- | ------------------------------------------------------------------ | ------------------------ | ----------------------------- | ------- | ----------- |
| \| \| Командование Вооруженных сил Австро-Венгерской империи (1848—1918) \| |                                                                    |                          |                               |         |             |
| 1                                                                           | Верховный Главнокомандующий                                        | Император                | Франц-Иосиф (1830—1916)       |         | 1848—1914   |
| 2                                                                           | Верховный Главнокомандующий                                        | Император                | Карл I (1887—1922)            |         | 1916—18     |
| 3                                                                           | Командующий Вооруженными силами                                    | Эрцгерцог Австрии Маршал | Фридрих (1856—1936)           |         | 1914—1916   |
| 4                                                                           | Командующий Вооруженными силами                                    | Маршал                   | Ф. фон Кёвессгаза (1854—1924) |         | 1918 год    |
|                                                                             | Командование Вооруженных сил Австро-Венгерской империи (1848—1918) |                          |                               |         |             |

## Генеральный штаб Вооружённых силАвстро-Венгерской империи
| \| \| Начальники Генерального штаба Вооруженных сил Австро-Венгерской империи (1848—1918) \| |                                                                                     |                                   |  |                 |
| 1                                                                                            | Генерал армии                                                                       | Ф. фон Бек-Ржиковский (1830—1920) |  | 1881—1906       |
| 2                                                                                            | Маршал                                                                              | Ф. фон Хётцендорф (1852—1925)     |  | 1906—11 1912—17 |
| 2                                                                                            | Генерал армии                                                                       | А. фон Штрауссенбург (1857—1935)  |  | 1917—18         |
|                                                                                              | Начальники Генерального штаба Вооруженных сил Австро-Венгерской империи (1848—1918) |                                   |  |                 |

## Сухопутные силыАвстро-Венгерской империи
В состав Сухопутных сил Австро-Венгерской империи входили:
- Императорские Сухопутные войска в составе 16 общевойсковых корпусов (33 дивизии с кав- и артбригадами)
- Вооруженные силы Австрии в составе 7 пехотных и 1 горной дивизии, 1 кавдивизии и 2 артбригад[1]
- Вооруженные силы Венгрии[2] и Хорватии в составе 8 пехотных, 2 кавдивизий и 4 артбригад
- Соединения запаса (в военное время) Австрии и Венгрии
- Австрийский ландштурм
- Венгерский ландштурм

Императорские Сухопутные войска имели в своем составе части следующих родов войск:
- Пехоту Сухопутных войск в составе 33 линейных и 3 лёгких (40 батальонов Императорских егерей) дивизий
- Кавалерию Сухопутных войск в составе 10 кавдивизий (20 кавбригад) и Добровольческого автомобильного корпуса
- Артиллерию Сухопутных войск в составе 40 артбригад и 10 отдельных дивизионов
- Инженерные и специальные части Сухопутных войск в составе инженерных, понтонных, тыловых, железнодорожных автомобильных частей и частей связи
- Силы безопасности в составе Императорского Корпуса военной полиции
- Отдельные роты авиации Сухопутных войск

Основой штатной структуры Императорских Сухопутных войск являлся дислоцированный на основных оперативных направлениях общевойсковой корпус двухдивизионного состава с кавалерийскими и артиллерийскими бригадами и частями специальных войск постоянного состава, в угрожаемый период развертываемый в общевойсковую армию и при необходимости усиливаемый до фронта.
Основой штатной структуры Вооружённых сил земель Австрии и Венгрии являлась пехотная или горная дивизия двухбригадного состава с кавалерийскими и артиллерийскими дивизионами усиления.
На конец XIX столетия в полевых войсках Австро-Венгрии состояло:
- 102 пехотных полка четырехбатальонного состава;
- 42 стрелковых батальона;
- 42 кавалерийских полка, по 6 эскадронов в каждом;
- 14 артиллерийских бригад, каждая из 16 батарей по 8 орудий;
- 15 пионерных батальонов;
- железнодорожный полк;
- телеграфный полк.

Пехотные части были сведены в 70 бригад различного состава; две бригады (в Далмации) — отдельные, а 68 образуют 32 пехотных дивизии. Кавалерийские полки сведены в 18 бригад. Корпусов — 15; из них 14 имеют постоянный состав, а 15-й, образованный для оккупации Боснии и Герцеговины, состоят из войсковых частей, командируемых из других корпусов и периодически сменяемых.
В мирное время перед Великой войной в ВС Австро-Венгрии имелось 16 конных батарей с 96 орудиями. По другим данным 8 конно-артиллерийских дивизионов 3-батарейного состава, в батареи по 4 орудия, то есть 24 батарей — 96 орудий.

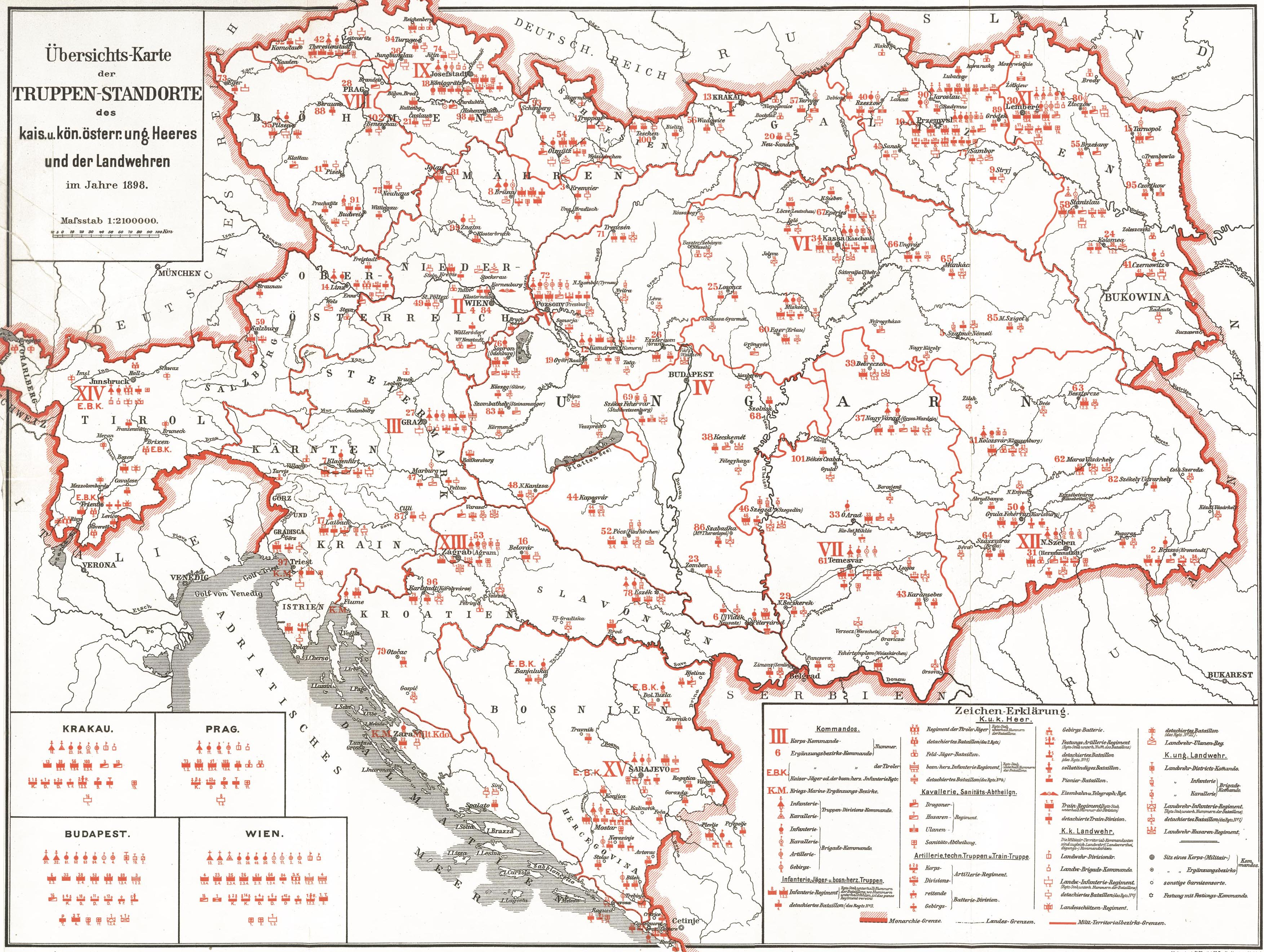
Карта дислокации Вооруженных сил Австрии на территории Австро-Венгерской империи.

## ВМСАвстро-Венгерской империи
В состав ВМС Австро-Венгерской империи входили:

### ВМС
- Линейный флот ВМС (1-4-я линейные дивизии) из 12 линейных кораблей
- Крейсерская флотилия ВМС (1-я крейсерская дивизия с двумя дивизионами эсминцев) из 6 крейсеров и 30 эсминцев и торпедных катеров
- Флотилия береговой обороны ВМС (5-я линейная и 2-я крейсерская дивизии) из 5 линейных и крейсерских единиц
- Подводные силы ВМС из 6 подводных лодок

### Пункты базирования ВМС

#### Адриатическое побережье
- Округ ВМС в/ч «Пула»

- техническая комиссия ВМС
- кораблестроительный завод ВМС
- училище инженерного состава ВМС
- госпиталь ВМС

- Округ ВМС в/ч «Триест»

- командное училище ВМС в/ч «Фиуме»
- управление тыла и морских перевозок ВМС

- Округ ВМС в/ч «Себенико»
- Округ береговой обороны ВМС в/ч «Кастель-Нуово»

#### Пункты зарубежного базирования
- Отдел ВМС в городе Пекин
- Пункт базирования в/ч «Тяньцзин»

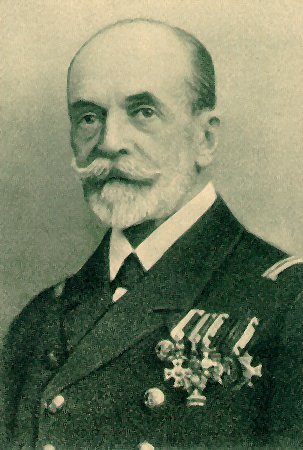
Нач. Главного управления ВМС Военного Министерства гроссадмирал Антон Гаус.
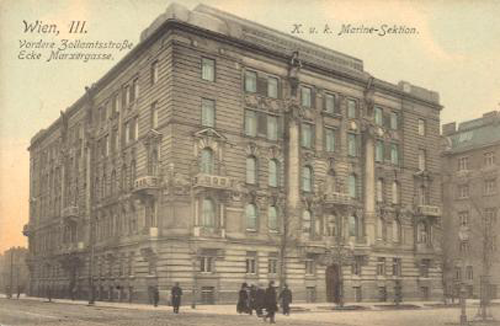
Здание Глав. управл. ВМС Военного Министерства Австро-Венгерской империи.

## ВВСАвстро-Венгерской империи
К лету 1913 года Сухопутные войска имели на вооружении не более 55 аэропланов, которые вместе с учебными машинами были сведены в 10 отдельных рот авиации (4 боевых и 2 запасных машины). В наличии имелось два боеспособных дирижабля. К 1913 году Франция имела 450 ед. самолётов и 23 ед. дирижаблей, Россия — 190 ед. самолётов, 6 ед. дирижаблей (3 в постройке), Италия к весне 1914 года должна была иметь 380 ед. самолётов.

## Воинская повинность
В Австро-Венгерской империи, на конец XIX столетия, в основу военного устройства государства было положено начало всеобщей воинской повинности, при чем ежегодно в состав вооружённых сил империи призывались все молодые люди в возрасте от 21 до 23 лет. Молодые люди, зачисленные в рекрутский запас армии или ландвера (в Венгрии — гонведа), не освобождались от призыва и в следующие два года, пока не достигали 23 лет. В Австро-Венгрии были законодательно установлены сроки службы:
- в постоянной армии:
  - три года на действительной службе и затем 7 лет в резерве;
  - 10 лет в рекрутском запасе;
- в ландвере (гонведе):
  - два года для лиц, прослуживших в постоянной армии 10 лет;
  - 12 лет для зачисляемых прямо в ландвер или гонвед (или его запас);
- в состав ландштурма входили все граждане, способные носить оружие, в возрасте от 19 до 42 лет, и он делился на два призыва (Aufgebole):
- к первому принадлежали лица от 19 до 37 лет;
- ко второму — от 38 до 42 лет.

Лица, состоящие в резерве, рекрутском запасе и ландвере или гонведе (но не в ландштурме) подлежали поверочным и учебным сборам. Поверочные сборы бывали ежегодно и продолжались один день, а общая же сложность учебных сборов составляла для людей рекрутского запаса — 4 ½ месяца, а для ландвера (гонведа) от 7 ½ до 9 месяцев; каждый же учебный сбор не мог длиться более 5 недель.